# Domenico Veneziano

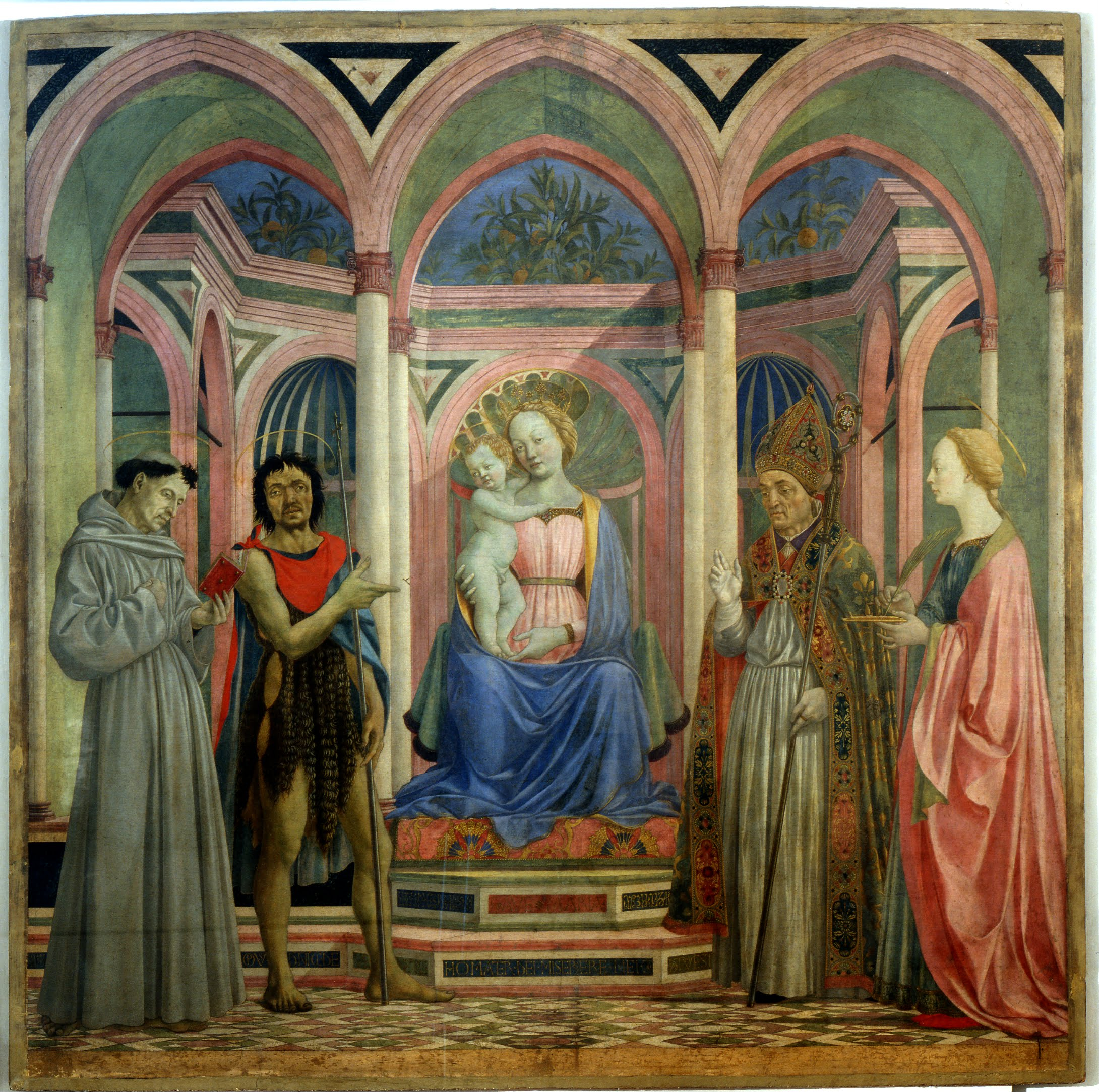
Altaarstuk van Santa Lucia de' Magnoli (sacra conversazione), circa 1445, Uffizi, Florence

Domenico Veneziano (Venetië, circa 1410 – Florence, circa 1461) was een Italiaans kunstschilder. Hij was een belangrijke vertegenwoordiger van de Florentijnse vroegrenaissance.
Zijn werk toont invloeden van Gentile da Fabriano, Pisanello, Masaccio, Masolino da Panicale en Benozzo Gozzoli. Er zijn weinig van zijn werken bewaard gebleven. Slechts twee zijn gesigneerd door hem: twee panelen van een altaar uit Santa Lucia de Bardi en een fresco van een tabernakel dat Madonna met het kind voorstelt. Zijn belangrijkste leerling was Piero della Francesca.